# Norra Malma naturreservat
Norra Malma naturreservat är ett naturreservat i Norrtälje kommun i Stockholms län.
Området är naturskyddat sedan 1955 och är 9 hektar stort. Reservatet omfattar en höjd vid sjön Erkens sydöstra strand. Reservatet består av en ekhage.